# Методи пропаганди
Для створення пропаганди використовується ряд методів пропаганди, заснованих на соціально-психологічних дослідженнях. Багато з цих самих прийомів можна класифікувати як логічні помилки, оскільки пропагандисти використовують аргументи, які, хоча іноді й переконливі, не обов’язково є достовірними. Пропагандистські прийоми виходять з тактики зловживання владою та контролю.
Звичайні ЗМІ для передачі повідомлень пропаганди включають повідомлення новин, урядові повідомлення, історичні огляди, псевдонаука, книги, листівки, пропагандистські фільми, радіо, телебачення, та плакати і афіші. Менш поширеними тепер є поштові конверти, зразки яких дійшли до нас з часів Громадянської війни в Америці. В принципі все, що зображено на плакаті може бути відображено у зменшеному вигляді відповідних пропорцій на кишенькових конвертах. У випадку радіо та телебачення пропаганда може існувати в новинах, оглядах подій, сегменті ток-шоу, як реклама, громадські оголошення, або як довготривалі едверторіали (рекламні оголошення, які мають вигляд звичайної статті, «джинса»). Пропагандистські компанії часто дотримуються стратегічних шаблонів передачі інформації щоб навіяти ідеї цільовій групі. Воно може починатися звичайною передачею такою як скидання листівок з літака або реклама. В цілому ці послання будуть містити настанови про те як отримати більше інформації, через веб сайт, гарячу лінію, радіопрограму, і таке інше. Таким чином стратегія веде до того, щоб перетворити особу з отримувача інформації на шукача інформації шляхом закріплення рефлексу, і потім з шукача інформації на авторитета інформації шляхом навіювання ідей.

## Методи
Для здійснення пропаганди використовують велику кількість методів, які базуються на дослідженнях соціальної психології. Багато з цих методів базуються на логічних помилках, оскільки пропагандисти використовують аргументи, які хоча деколи переконливі, але не обов'язково достовірні. Багато часу витрачено на аналіз способів якими передаються повідомлення пропаганди. Ця робота важлива, але ясно, що стратегії розповсюдження інформації стають стратегіями пропаганди коли заряджені пропагандистськими повідомленнями. Виявлення цих повідомлень є обов'язковою передумовою для вивчення методів, якими ці повідомлення розповсюджуються. Нижче наведено кілька методів для здійснення пропаганди:

### Ad hominem (перехід на особистості)
Ad hominem — латинська фраза, що означає «атакувати опонента, а не його аргументи», тобто «переходити на особистості». Цей метод ще називають «отруєння джерела».

### Ad nauseam (багатократне повторення)
Ad nauseam — цей підхід до аргументації використовує невтомне повторення ідеї. Ідея, особливо простий слоган, який повторюється достатню кількість раз, може сприйнятися як правда. Цей підхід працює тоді, коли кількість медійних джерел є обмеженою або контрольованою пропагандистом.

### Argumentum ad verecundiam (апелювання до авторитету)
Argumentum ad verecundiam — це спосіб використання публічних висловлень відомих або шанованих людей на користь або проти позиції, ідеї аргументу або порядку дій. Інакше називається спосіб підтвердження.

### Argumentum ad metum (апелювання до страху)
Argumentum ad metum — логічна хиба зловживання почуттям страху для підтримки деякої пропозиції. Особа, що використовує цей аргумент, намагається отримати підтримку своїм ідеям та поглядам, граючи на наявних страхах та упередженнях авдиторії. Наприклад, Йозеф Гебельс використовував працю Теодора Кауфмана «Німеччина повинна зникнути!», аби заявити, що союзники думають винищити німецький народ.

### Використання упередження
Упередження — це метод використання вагомих або емоційних термінів, щоб надати значимості або моральної доброчинності, аби авдиторія, для якої створена пропаганда, повірила у пропозицію. Використовується для фанатичного чи обманного способу.

### Argumentum ad Populum (апеляція до народу)
Argumentum ad Populum — метод, що полягає у спробі отримати підтримку деякому висновку або твердженню з боку більшості шляхом стимулювання почуттів та ентузіазму мас.

### Неминуча перемога або «Не спізнися»
Спосіб підтримати визначену точку зору або продукт, створюючи враження, що «всі інші вже так роблять або думають, тож настав час приєднатися до більшості».

### Приєднуйся до маси
Ця техніка посилює природне бажання людей бути на стороні переможців. Вона використовується для переконання авдиторії, що певна програма є виразом нестримного руху мас, і  приєднання до них — в їхніх інтересах.

### Красиві люди
Тип пропаганди, яка пов'язана з відомими особистостями або невизначеним колом привабливих, щасливих людей. Це спонукає інших людей думати, що якщо вони придбають продукт або слідуватимуть певній ідеології, то вони теж будуть щасливі або успішні.

### Брехня
Брехня — повторюване озвучення комплексу подій, які виправдовують наступну дію. Опис цих подій має елементи правди, і поступово вводяться узагальнення «великої брехні», які в результаті витісняють правильне сприйняття громадськістю подій, які лежать в основі. Після Першої світової війни німецький міф про кинджал в спину, як пояснення причини їхньої поразки, став обґрунтуванням для їхнього переозброєння та реваншистської агресії.

### Фальшива дилема
Фальшива дилема — це метод презентування тільки двох виборів, найкращим з яких є ідея чи продукт, які пропагуються. Наприклад: «Ти з нами чи проти нас….»

### Умовний рефлекс
Умовний рефлекс — це метод, коли об'єкт А є завжди присутнім, коли присутній об'єкт Б та об'єкт Б спричиняє сильну фізичну реакцію (як огида чи задоволення), потім коли ми бачимо об'єкт А без об'єкта Б ми переживаємо ті самі відчуття.

### Когнітивний дисонанс
Когнітивний дисонанс — це метод створення внутрішнього психічного конфлікту, що виникає при зіткненні в свідомості індивіда суперечливих знань, ідей, переконань або поведінкових установок Люди люблять бути послідовними. Припустимо інтерв'юер виясняє, що певна група людей ненавидить кандидата в президенти, але любить актора А. Вони використовують одобрення актором їхнього кандидата для щоб змінити думку народу тому що люди не люблять непослідовності. Вони змушені або перестати любити актора або почати любити кандидата.

### Прості люди
Прості люди — це метод переконання авдиторії, що позиція пропагандиста відображає здоровий глузд людей. Він призначений завойовувати довіру авдиторії шляхом спілкування простою манерою та у стилі цільової авдиторії. Пропагандист використовує просту мову та манери (та обертає послання в аудіовізуальне та ві-за-ві спілкування), намагаючись ідентифікувати їхню точку зору з точкою зору середньостатистичної людини. Наприклад, пропаганда через листівки може аргументувати на макроекономічні теми, такі як допомога по безробіттю, використовуючи звичайні щоденні слова: «Припустимо, країна має мало грошей під час спаду, ми повинні перестати платити допомогу по безробіттю тим, хто не працює, тому що це як набирання кредитів, коли у тебе тяжкі часи, коли треба затягнути ремінь».

### Культ особи
Культ особи постає тоді, коли індивід використовує масові медіа для створення ідеалізованого та героїчного публічного образу, часто шляхом безсумнівних лестощів та вихваляння. Тоді героїчна особистість відстоює позиції, які бажає просувати пропагандист. Наприклад, сучасні пропагандисти наймають популярних осіб просувати їхні ідеї та/або продукти.

### Демонізація ворога
Демонізація ворога — це метод зображення осіб з ворожої нації, іншої етнічної групи, або тих, хто підтримує протилежну точку зору, у вигляді недолюдей (як то під час ери Війни у В'єтнамі вживався термін «ґукс» щодо солдатів Національного фронту визволення Південного В'єтнаму), негідників, аморальних через припущення або фальшиві звинувачення. Дегуманізація є також терміном, який використовується як синонім до демонізації, останнє зазвичай служить видом першого.

### Диктат
Техніка диктату намагається спростити процес прийняття рішення використовуючи образи та слова, щоб донести авдиторії, які конкретно дії слід здійснити, обмежуючи будь-який інший можливий вибір. Владні постаті можуть бути використані для дачі команд, переплітається з апелюванням до авторитету, але не обов'язково. Плакат «Ты записался добровольцем?» є прикладом цієї техніки.

### Дезінформування
Дезінформування — це метод створення або видалення інформації з публічних документів з метою створення неправильного документування події або дій особи чи організації, включаючи повну фальсифікацію фотографій, кіно картин, трансляцій та звукозаписів як і друкованих документів.

### Захлопування дверей
Використовується для збільшення діапазону сприйняття особи. Наприклад, якщо продавець хоче продати річ за 100 грн., але публіка готова заплатити тільки 50 грн., продавець спочатку ставить вищу ціну (напр. 200 грн.), а потім її знижує до 100 грн. щоб це виглядало як вигідна покупка.

### Ейфорія
Використовувати подію, яка викликає ейфорію або щастя або використовувати відповідну подію для підняття бойового духу. Ейфорія може бути створена шляхом оголошення вихідного, роблячи доступними предмети розкоші, або проводячи парад з парадними оркестрами та патріотичними посланнями.

### Страх, непевність та сумніви
Техніка FUD (англ. fear, uncertainty and doubt — страх, непевність та сумніви) — це намагання вплинути сприйняття громадськості розповсюджуючи негативну та сумнівну або хибну інформацію, призначену похитнути довіру громадськості до своїх переконань.

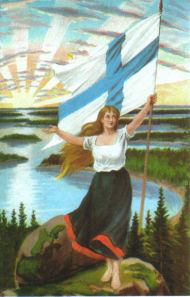
Фінська діва — уособлення фінського націоналізму

### Махання прапорами
Намагання виправдати дію на основі того, що це є патріотичнішим, або якимось чином є на користь країні, групі або ідеї, яку підтримує цільова авдиторія.

### Нога в дверях
Нога в дверях — це метод, який часто використовується вербувальниками та торговими агентами. Наприклад, агент — особа протилежної статі підходить до об'єкта та прищеплює йому квітку або дає йому маленький подарунок. Об'єкт дякує і тепер він має психологічний борг. Наступний крок — агент просить про більшу послугу (купити щось дорожче). Неписаний соціальний договір між об'єктом та агентом спонукає об'єкта відчувати себе зобов'язаним відповісти взаємністю погоджуючись зробити більшу послугу або купити дорожчий подарунок. Тобто слід добитися один або кілька разів «так» і тоді на цільову пропозицію об'єкт відповість теж «так».

### Блискучі узагальнення
Блискучі узагальнення — це емоційно наповнені слова, які додаються до продукту чи ідей, але не передбачають ніяких конкретних аргументів чи аналізу. Ця техніка також співвідноситься з ефектом Барнума.

### Напівправда
Напівправдою є оманливе твердження, яке може подаватися у різних формах та включає деякі елементи правди. Твердження може бути частково правдивим, може бути повністю правдивим будучи тільки частиною повної правди або воно може містити декілька оманливих елементів як то неправильна пунктуація, подвійні значення, особливо якщо на меті ввести в оману, поставити в тупік, засудити або спотворити правду.

### Навішування ярликів
Навішування ярликів — це спосіб, коли пропагандист надає явищу, проти якого виступає, негативний зміст, даючи йому назву, яка викликає негативні асоціації і навпаки. Евфемізм використовується коли пропагандист намагається збільшити якість сприйняття, переконливість чи довіру до певних ідеалів. Дисфемізм використовується коли є намір пропагандиста дискредитувати, зменшити якість сприйняття або похитнути сприйняту правдивість об'єкта. Створюючи «ярлик» або «категорію» чи «фракцію» населення є набагато легше навести приклад цих більших структур, тому, що вони можуть підняти або зганьбити об'єкт без фактичного розголошення правдивих відомостей, які ганьблять об'єкта. Приклад: «ліберал» є дисфемізмом спрямованим на зменшення переконливості конкретного об'єкту. Отримавши неприємну аргументацію від об'єкта пропагандист може дати оцінку цій особі, а потім атакувати «лібералів» з наміром як (1) створити політичний томагавк неконтрольованої агресії та (2) знецінити вартість об'єкта. Якщо пропагандист вішає ярлик на надто поважного у суспільстві індивіда, очорнення слова може бути проведено шляхом трансляції в медіа негативних прикладів «лібералів». Навішування ярликів можна розглядати як підвид іншої логічної хиби — «Винен бо асоціюється з винним».

### Розширення діапазону прийнятного
Якщо повідомлення особи є поза межами сприйняття для індивіда та групи, більшість технік будуть викликати психологічний реактивний спротив (просто слухання аргументації робить меседж ще менш сприйнятливим). Існує два методи розширення меж сприйняття. По-перше, можна зайняти навіть більш екстремальну позицію, що зробить більш помірну позицію набагато прийнятнішою. Це подібно до техніки Захлопування дверей. І як альтернативу, можна зробити власну позицію помірнішою до межі широти сприйняття, а потім протягом певного часу повільно привести до позиції, яка була спочатку.

### Бомбардування любов'ю
Використовується для залучення членів до культу або ідеології шляхом використання групи індивідів для відрізання особи від існуючої соціальної підтримки та заміни її повністю членами групи які зумисно бомбардують особу любов'ю з наміром ізолювати особу від попередніх вірувань та системи цінностей — див. Контроль Мільє.

### Брехня та брехливість
Брехня та брехливість можуть бути основою багатьох пропагандистських технік, включаючи перехід на особистості, велику брехню, дифамацію, захлопування дверей, напівправда, називання імен або будь-яку іншу техніку, що базується на нечесності та брехливості. Наприклад, багато політиків використовують техніку спотворення фактів.

### Управління новинами

Порівняй зі Свободою по-радянські

За словами Адольфа Гітлера: «Найблискучіші пропагандистські техніки не породжуватимуть успіху, поки в умах не народиться один фундаментальний принцип — він має зводитись до кількох пунктів та повторюватись раз за разом.» Ця ідея є сумісна з принципами умовного рефлексу, так само як ідея «Стояти за повідомленням».

### Контроль Мільє
Намагання контролювати соціальне оточення та ідеї через використання соціального тиску.

### Обкладання матюками
Облакадання матюками — це метод, коли пропагандист використовує техніку ненормативної лексики для провокування страхів та спонукання до упереджень в слухача з метою, що погані прізвиська спричинять формування у слухача негативної думки про групу чи набір переконань або ідей, які пропагандист бажає замінити. Цей метод має на меті спровокувати висновки про щось без об'єктивного аналізу фактів. Давання прізвиськ та обкладання матюками є заміною для раціональних, основаних на фактах аргументів по суті проти ідеї чи переконання і по змісту є «переходом на особистості». У комуністичній пропаганді здібних та успішних господарів називали «куркулями» та «підкуркульниками», українців, які боролися в лавах УПА, називали «фашистскими прихвостнями».

### Затуманення свідомості, умисна неясність, плутанина
Основні положення є умисно нечіткими, так що авдиторія може вибрати і свою інтерпретацію. Наміром є схвилювати авдиторію, використовуючи невизначені фрази без аналізу їх сутності чи намагання визначити їх раціональність чи прикладність. А також наміром є спонукати людей швидше шукати свої власні інтерпретації ніж просто отримати подану чітку ідею. Намагаючись виявити пропаганду, авдиторія опускає здійснення критичного аналізу поданих ідей. Ще можна подумати про їх законність, обґрунтованість та застосування.

### Руйнування авторитетності абоReductio ad Hitlerum(порівняння з еталоном негативного)
Дифамація або Reductio ad Hitlerum — техніки, що використовуються для переконання цільової авдиторії не погодитись з дією чи ідеєю шляхом наголошення, що ця ідея є популярною в групи, яку цільова група ненавидить, боїться або від неї залежна. Таким чином якщо група, яка підтримує певну політику, підводиться до переконання, що небажані, деструктивні чи ниці люди підтримують ту саму політику, то члени групи можуть вирішити змінити свою початкову позицію. Це є форма такої собі неправильної логіки, де А включає Х, та В включає Х, значить А = В.

### Оперантне обумовлення
Оперантне обумовлення застосовує навчання через імітацію (мавпування). Наприклад спостерігання за тим як приваблива особа купляє продукти або підтримує позицію навчає людину купляти продукти чи підтримувати позицію. Оперантне обумовлення — це принцип, який лежить в основі Ad Nauseam (до огиди), Слогана та інших повторюваних прийомів піар кампаній. Обумовлення оперантної поведінки — це результат підкріплення (посилення) і покарання (послаблення).

### Переспрощення причини
Бажані узагальнення використовуються для того, щоб надати прості відповіді на комплексні соціальні, політичні, економічні або військові проблеми. Суть полягає у пропагуванні простої відповіді на складні комплексні питання.

### Pensée unique (єдина думка)
Примусове послаблення дискусії використовуючи в цілому простенькі фрази або аргументи (як то «Війні немає альтернативи»). Класичним прикладом цієї техніки є фраза Маргарет Тетчер «Цьому немає альтернативи», яку повторив також і Герхард Шрьодер.

### Відривання від контексту
Відривання від контексту — це метод вибіркового редагування цитат для зміни значення політичних документальних фільмів, призначене щоб дискредитувати опонента чи опозиційну політичну точку зору.

### Раціоналізація (виправдання)
Раціоналізація — метод використиння бажаних узагальнень особою або групою осіб, щоб знайти раціональне пояснення певним діям та переконанням. Для того, щоб виправдати такі дії та переконання часто використовуються розмиті та приємні фрази.

### Ignoratio elenchi (ігнорування теми)
Ignoratio elenchi — це логічна хиба, що є аргументом, котрий сам по собі може бути коректним, однак який доводить або підтримує інше твердження, ніж те, для підтримки якого його наводять. Інакше кажучи, це логічна хиба, в якій розглядається нерелевантне питання з метою відвернути увагу від фактичного предмету обговорення.

### Повторення
Це є метод повторення певного символу чи слогану так, щоб він запам'ятався авдиторії. Воно може бути у формі дзвоника або картинки розміщеної майже на всьому у сцені.

### Офірний цап
Офірний цап — метод звинувачення особи або групи для полегшення відчуття вини дійсно відповідальних осіб та/або розсіювання уваги від потреби вирішити проблему, для вирішення якої і призначалося звинувачення. Відомим прикладом цієї пропагандистської техніки є звинувачення опонентами Віктора Ющенка у його слабкості на посту президента, проте замовчується факт, що саме опоненти добились прийняття конституційної реформи 2004 року, згідно з якою повноваження президента різко скорочувались, а, навпаки, збільшувались повноваження прем'єр міністра, що, як наслідок, призвело до конфліктів між ними. Саме ця конституційна реформа розвалила помаранчеву революцію.

### Слогани
Слоганом є коротка влучна фраза, яка може включати вішання ярликів та стереотипів. Також слогани можуть бути використані для підтримки резонних ідей, на практиці вони скоріше звертаються до емоцій. Опоненти американського вторгнення в Ірак та його окупації використовують слоган «кров за нафту» щоб донести, що вторгнення та людські втрати було здійснено щоб отримати доступ до нафтових запасів Іраку. З другої сторони прихильники американської боротьби в Іраку використовують слоган «підрізав і втікай» щоб донести, що виведення військ це боягузтво або слабкість.

### Стереотипи
Техніка стереотипів призначена спровокувати упередження у авдиторії шляхом вішання ярликів на об'єкт пропаганди, як того, чого цільова авдиторія боїться, ненавидить або гидиться чи вважає небажаним. Наприклад, трансляція на іноземну країну або соціальну групу може фокусуватися на стереотипних особливостях, на які очікує глядач, навіть попри те, що вони далеко не відображають цілої країни чи групи. Такі репортажі часто ґрунтуються на анекдотах. У візуальній пропаганді, включаючи воєнні плакати, можуть зображати ворогів зі стереотипними рисами.

### Опудало
Опудало є логічною хибою, що полягає у спростуванні слабшого аргументу ніж пропонований опонентом. Тобто висловлюється позиція, яку легко заперечити, а потім вона приписується опонентові.

### Рекомендація
Рекомендації є цитуваннями в контексті чи поза ним, особливо на підтримку чи проти здійснюваної політики, дій, програм чи осіб. Рекомендація нібито повідомляє про офіційну санкцію поважної особи або авторитета на пропаговане послання. Це робиться з метою, щоб цільова авдиторія ідентифікувала себе з авторитетом (владою) або прийняла авторитетну думку та переконання як свої власні.

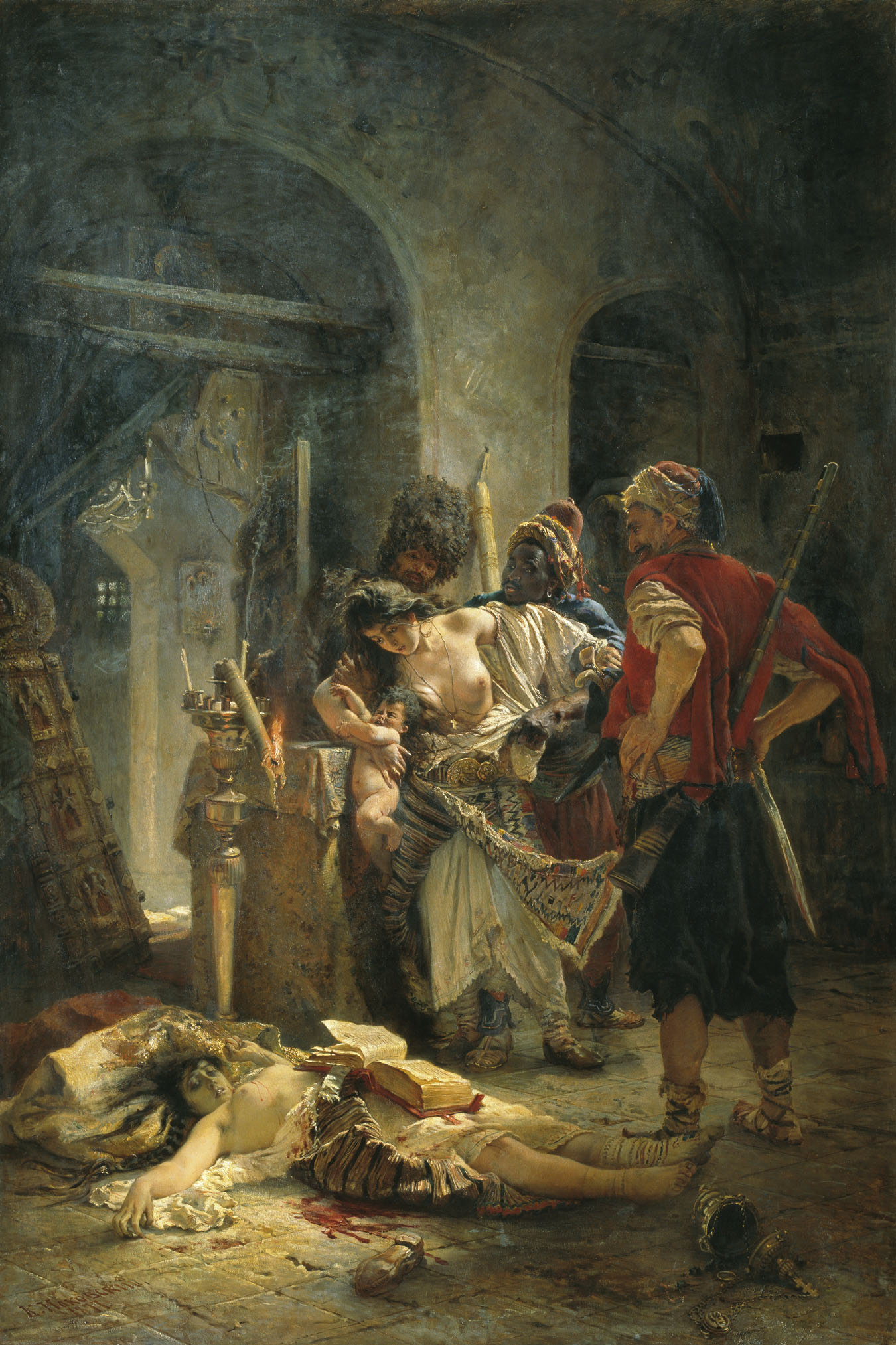
«Болгарські мучениці». Картина Константина Маковського (1877 рік); зображує зґвалтування жінок башибузуками в Болгарії під час придушення Квітневого повстання (1876), послужило закликом для мобілізації громадської підтримки Російсько-турецької війни (1877–1878) за декларовану ціль — звільнення болгар.

### Техніка третя особа
Працює на принципі, що люди більш схильні сприймати аргументи з джерела, яке видається незалежним ніж від когось, хто в цьому безпосередньо зацікавлений. Це маркетингова стратегія, що використовується різноманітними рекламними агентствами, яка полягає у «вкладанні в уста медіа» заздалегідь обдуманого меседжу (повідомлення). Техніка третьої особи може набувати різних форм, починаючи від наймання журналістів для подання організації у привабливому світлі до використання науковців у межах організації для представлення публіці їх можливо упереджених винаходів. Часто для донесення послання використовуються астротурфінгові групи чи ширмові групи.

### Кліше без суті
Загально використовувана фраза, часто відома як народна мудрість, призначена для пригнічення когнітивного дисонансу. Хоча фраза сама по собі і може бути дійсною в певних контекстах, проте її застосування як засіб утилізації незгоди або виправдання хибної логіки якраз і робить її «без суті».

### Переміщення
Переміщення — спосіб завоювати схвалення, використовуючи асоціації з будь-чим іншим, що викликає загальне схвалення, або навпаки, дискредитує. Часто яскраво візуально, ця техніка використовує символи (наприклад Свастика). Такі символи можуть використовуватись замість слів.
У радянській пропаганді ніколи не використовували термін «Воїн Української повстанської армії», а використовували термін «бандерівець», який асоціювався зі словом бандит, Не використовували термін «напад на Польщу», а «приєднання Західної України і Білорусі».

### Вибіркова правда
Річард Кросман, Британський член правління Відділу психологічної боротьби Верховного командування Союзних експедиційних сил (SHAEF) протягом Другої світової війни говорив: «В пропаганді правда винагороджує… Є повною бздурою думати, що блискучий пропагандист є професійним брехуном. Блискучий пропагандист є людиною, яка говорить правду, або таку вибірку з правди, яка необхідна для його цілей, і говорить її в такий спосіб, що слухач і не думає, що отримує пропаганду… Мистецтво пропаганди — це не брехати, а скоріше вибирати правду, яка тобі необхідна, та подавати її в суміші з іншою правдою, яку хоче почути авдиторія».

### Нечітке припущення
Ця техніка використовується, коли ідея, яку пропагандист хоче вкоренити, буде викликати менше довіри, якщо її задекларувати прямо. Концепція натомість багаторазово припускається або подається так, що вона випливає зі змісту.

### Благі слова
Ці слова є у системі цінностей цільової авдиторії, які створюють позитивний образ, якщо застосовуються до особи чи речі. Наприклад, мир, щастя, безпека, мудре керівництво, свобода, правда і т. д. Багатьма релігійність розглядається як благість, асоціація з нею дає великі переваги. Їх використання вважають пропагандою методом переміщення.

### Ефект первинності
При надходженні суперечливої інформації перевірити, яку неможливо, людина вірить тій, яка надійшла першою. А змінити вже сформований погляд дуже важко.